# 欧洲凤尾蕨
欧洲凤尾蕨（学名：Pteris cretica）也称井口边草，为凤尾蕨科凤尾蕨属下的一个植物变种。
別名
白玉鳳尾蕨, 井口邊草, 石化野雞尾, 還陽草, 雞爪鳳尾草。